# Marcos Barbeiro
Marcos Paulo Lima Barbeiro (sinh ngày 29 tháng 7 năm 1995) là một cầu thủ bóng đá người São Tome và Príncipe thi đấu cho Marítimo B ở vị trí tiền vệ.

## Sự nghiệp bóng đá
Ngày 17 tháng 8 năm 2014, Barbeiro có màn ra mắt cho Marítimo B trong trận đấu tại Giải bóng đá hạng nhất quốc gia Bồ Đào Nha 2014–15 trước Portimonense.